# Yevgenia Albats
Yevgenia Markovna Albats (em russo:  Евге́ния Ма́рковна Альба́ц, nascido em 5 de setembro de 1958) é uma jornalista investigativa russa, cientista política, escritora e apresentadora de rádio. A partir de 2011, ela trabalha como editora-chefe da revista The New Times.

## Infância e educação
O pai de Albats, Mark Yefremovich Albats, foi membro de uma equipe de reconhecimento militar do GRU durante a Segunda Guerra Mundial, residindo na Ucrânia ocupada pelos alemães. Em 1943 foi ferido e dispensado do Exército. Depois trabalhou como engenheiro em uma instituição científica, projetando sistemas de radiolocalização para o exército soviético.  A mãe de Albats, Yelena Izmaylovskaya, era atriz e apresentadora de rádio. A irmã mais velha de Albats, Tatyana Komarova, é apresentadora/âncora de televisão.
Yevgenia Albats se formou no Departamento de Jornalismo da Universidade Estatal de Moscou em 1980. Uma de suas colegas e amigas era Anna Politkovskaya, que se tornaria jornalista investigativa e foi assassinada em 2006.

## Carreira no jornalismo
Albats começou seu trabalho profissional como repórter free-lancer no Komsomolskaya Pravda, enquanto ainda estava no último ano do Departamento de Jornalismo da Universidade Estadual de Moscou. Após a formatura, ela conseguiu um emprego como assistente de baixa remuneração na chamada mesa de "cartas" (a mesa que era obrigada a responder cartas, que vinham de leitores do jornal) no suplemento de domingo do Izvestia, Nedelya. Ao mesmo tempo, ela começou a escrever sobre astrofísica e física de partículas para o suplemento de domingo do Izvestia. De 1986 a 1992, ela trabalhou para o Moscow News como correspondente especial, escrevendo sobre a notória polícia política da URSS, a KGB. De 1996 a 2006, trabalhou para Izvestia (liderou a coluna semanal We and Our Children) e Novaya Gazeta.
Ela recebeu o Golden Pen Award da União Russa de Jornalistas por expor as más condições nas maternidades em 1989.
Albats foi demitida do Izvestia em 1997 depois de ter concluído um grande artigo expondo supostas atividades ilegais do FSB. Ela foi restaurada ao seu cargo por uma decisão judicial em 15 de março de 1997.
Em 2007, Albats tornou-se editora-chefe adjunta da revista The New Times. Em 16 de janeiro de 2009, ela substituiu Irena Lesnevskaya como editora-chefe da revista.
Desde 2013, é um dos membros do júri do Prêmio Europeu de Imprensa.

## Atividades políticas
De 1993 a 2000, foi membro da Comissão de Clemência no Gabinete Executivo do Presidente da Federação Russa.

## Pesquisa e trabalhos
Albats foi Fellow da Fundação Nieman para Jornalismo da Universidade de Harvard em 1993 (Bolsa da Fundação Nieman).
Em 2004 Albats foi premiada com um PhD em ciência política da Universidade de Harvard. Ela trabalha na estação de rádio Eco de Moscou e escreve para o Moscow Times.
Em 1992 Albats foi nomeada consultora de uma comissão da Duma russa para examinar o envolvimento da KGB na tentativa de golpe soviético de 1991. Esta comissão foi liderada por Lev Ponomarev. Como membro desta comissão, ela entrevistou oficiais da KGB. Albats descreveu suas descobertas em The State Within a State: The KGB and Its Hold on Russia – Past, Present, and Future em 1994. O presidente da KGB, Vadim Bakatin, deu a Albats o número de oficiais da KGB como 180.000 em uma entrevista pós-1991. Usando a "regra de ouro", "quatro funcionários não graduados da KGB para cada oficial", Albats estimou que o número de funcionários da KGB na Rússia em 1992 se aproximava de 700.000, "um [agente da polícia política] para cada 297 cidadãos da Rússia", em oposição a "um chekista para cada 428 cidadãos soviéticos".
Albats descreveu a KGB como uma força política dominante em vez de uma organização de segurança. Ela escreveu que os diretores da KGB, Lavrenti Beria, Yuri Andropov e Vladimir Kryuchkov manipularam os líderes do Partido Comunista. Ela afirmou que o FSB, o sucessor da KGB, tornou-se um partido totalitário. O jornalista John Barron, major-general aposentado da KGB Oleg Kalugin supostamente compartilhou o ponto de vista de Albats.